# Lista över clearingnummer till svenska banker
Detta är en lista över clearingnummer till banker i Sverige.

## 1000-6999
| Clearingnummer | Bank                                                   |
| -------------- | ------------------------------------------------------ |
| 1000-1099      | Sveriges riksbank                                      |
| 1100-1199      | Nordea                                                 |
| 1200-1399      | Danske Bank                                            |
| 1400-2099      | Nordea                                                 |
| 2300-2399      | Ålandsbanken (tidigare JP Nordiska och Kaupthing Bank) |
| 2400-2499      | Danske Bank                                            |
| 3000-3299      | Nordea                                                 |
| 3300           | Nordea Personkonto                                     |
| 3301-3399      | Nordea                                                 |
| 3400-3409      | Länsförsäkringar Bank                                  |
| 3410-3781      | Nordea                                                 |
| 3782           | Nordea Personkonton                                    |
| 3783-4999      | Nordea                                                 |
| 5000-5999      | SEB                                                    |
| 6000-6999      | Handelsbanken                                          |

## 7000-8999
Serien 7000-8999 tillhör Swedbank och sparbankerna. Clearingnummer som börjar på 7 härstammar från Föreningsbanken och clearingnummer som börjar på 8 härstammar från sparbankerna. Efter sammanslagningen av Föreningsbanken och Sparbanken Sverige tog många sparbanker över lokala föreningsbankskontor. Clearingnummer som börjar med 8 har alltid en femte kontrollsiffra i clearingnumret.
| Clearingnummer       | Bank                                              |
| -------------------- | ------------------------------------------------- |
| 8018-4               | (tidigare Attmars Sparbank)                       |
| 8030-9               | Ölands Bank                                       |
| 8032-5               | Swedbank Sjuhärad                                 |
| 8050-7               | Ekeby Sparbank                                    |
| 8060-6               | Falkenbergs Sparbank                              |
| 8103-4               | Swedbank Gävleborgs län                           |
| 8129-9               | Hälsinglands Sparbank                             |
| 8148-9               | (tidigare Järvsö Sparbank)                        |
| 8153-9               | Sparbanken i Karlshamn                            |
| 8158-8               | Kinda-Ydre Sparbank                               |
| 8169-5 8105-9 8420-2 | Swedbank (flertalet banker)                       |
| 8182-8               | Sparbanken Västra Mälardalen                      |
| 8183-6               | Laholms Sparbank                                  |
| 8201-6               | Swedbank Norrbottens län                          |
| 8217-2               | Markaryds Sparbank                                |
| 8239-6               | Snapphanebygdens Sparbank                         |
| 8242-0               | Roslagens Sparbank                                |
| 8250-3               | (tidigare Närs Sparbank)                          |
| 8257-8               | Sörmlands Sparbank                                |
| 8264-4               | Sparbanken Nord                                   |
| 8284-2               | Sala Sparbank                                     |
| 8286-7               | Sidensjö Sparbank                                 |
| 8289-1               | Sparbanken Skaraborg                              |
| 8295-8               | Skurups Sparbank                                  |
| 8304-8               | Sparbanken Alingsås                               |
| 8313-9               | Sparbanken Skåne (tidigare Sparbanken 1826)       |
| 8314-7               | Sparbanken Lidköping                              |
| 8321-2               | Sölvesborg-Mjällby sparbank                       |
| 8327-9               | Swedbank Stockholms län                           |
| 8331-1               | Häradssparbanken Mönsterås                        |
| 8336-0               | Fryksdalens Sparbank                              |
| 8346-9               | Södra Hestra Sparbank                             |
| 8353-5               | Orusts Sparbank                                   |
| 8354-3               | Tidaholms Sparbank                                |
| 8356-8               | Tjörns Sparbank                                   |
| 8384-0               | Valdemarsviks Sparbank                            |
| 8388-1               | Varbergs Sparbank                                 |
| 8393-1               | Lönneberga-Tuna-Vena Sparbank                     |
| 8401-2               | Vimmerby Sparbank                                 |
| 8405-3               | Virserums Sparbank                                |
| 8422-8               | Sparbanken Spira (tidigare Tjustbygdens Sparbank) |
| 8424-4               | Swedbank Västmanlands län                         |
| 8431-9               | Swedbank Värmlands län                            |

## 9000-9999
| Clearingnummer | Bank                                                         |
| -------------- | ------------------------------------------------------------ |
| 9020-9029      | Länsförsäkringar Bank                                        |
| 9040-9049      | Citibank                                                     |
| 9050-9059      | (tidigare HSB Bank)                                          |
| 9060-9069      | Länsförsäkringar Bank                                        |
| 9070-9079      | Multitude Bank (tidigare Ferratum Bank)                      |
| 9080-9089      | (tidigare Calyon Bank)                                       |
| 9090-9099      | (tidigare Royal Bank of Scotland och ABN Amro)               |
| 9100-9109      | Nordnet Bank                                                 |
| 9120-9124      | SEB                                                          |
| 9130-9149      | SEB                                                          |
| 9150-9169      | Skandiabanken                                                |
| 9170-9179      | Ikano Bank                                                   |
| 9180-9189      | Danske Bank                                                  |
| 9190-9199      | DNB                                                          |
| 9200-9209      | (tidigare Stadshypotek Bank)                                 |
| 9230-9239      | Marginalen Bank (tidigare Bank2 och SalusAnsvar Bank)        |
| 9250-9259      | SBAB Bank                                                    |
| 9260-9269      | (tidigare DNB och Gjensidige NOR Sparebank)                  |
| 9270-9279      | ICA Banken                                                   |
| 9280-9289      | Resurs Bank                                                  |
| 9300-9329      | Swedbank (tidigare Sparbanken Öresund och Sparbanken Finn)   |
| 9330-9349      | Swedbank (tidigare Sparbanken Öresund och Sparbanken Gripen) |
| 9380-9389      | (tidigare Pareto Öhman)                                      |
| 9390-9399      | Landshypotek Bank                                            |
| 9400-9449      | Forex                                                        |
| 9460-9469      | Santander Consumer Bank (tidigare GE Money Bank)             |
| 9470-9479      | BNP Paribas (tidigare Fortis Bank)                           |
| 9480-9489      | (tidigare Parex Bank)                                        |
| 9490-9499      | (tidigare Brite AB)                                          |
| 9500-9549      | Nordea (tidigare Plusgirot Bank)                             |
| 9550-9569      | Avanza Bank                                                  |
| 9570-9579      | Sparbanken Syd                                               |
| 9580-9589      | AION Bank (tidigare Exchange Finans Europe)                  |
| 9590-9599      | EP Bank (f.d. Erik Penser Bank)                              |
| 9600-9609      | Banking Circle                                               |
| 9610-9619      | (tidigare Volvofinans Bank)                                  |
| 9620-9629      | (tidigare Bank of China (Luxembourg))                        |
| 9630-9639      | Lån & Spar Bank                                              |
| 9640-9649      | Noba Bank Group (f.d. Nordax Bank)                           |
| 9650-9659      | MedMera Bank                                                 |
| 9660-9669      | Svea Bank (tidigare Amfa Bank)                               |
| 9670-9679      | JAK Medlemsbank                                              |
| 9680-9689      | Enity Bank Group (f.d. Bluestep Bank)                        |
| 9690-9699      | (tidigare Folkia)                                            |
| 9700-9709      | Ekobanken                                                    |
| 9710-9719      | Lunar Bank (tidigare Aman Bank)                              |
| 9720-9729      | (tidigare Netfonds Bank)                                     |
| 9750-9759      | Northmill Bank                                               |
| 9770-9779      | Intergiro (tidigare FTCS)                                    |
| 9780-9789      | Klarna Bank                                                  |
| 9860-9869      | Privatgirot                                                  |
| 9870-9879      | Nasdaq-OMX                                                   |
| 9880-9889      | Riksgälden                                                   |
| 9950           | (tidigare Nykredit)                                          |
| 9951           | Teller Branch Norway                                         |
| 9952           | Bankernas Automatbolag                                       |
| 9953           | Teller Branch Sweden                                         |
| 9954           | Kortaccept Nordic                                            |
| 9955           | Kommuninvest                                                 |
| 9956           | VP Securities                                                |
| 9960-9969      | Nordea (tidigare Plusgirot Bank)                             |